# Victor Sterpu
Victor Sterpu (14 giugno 1999) è un judoka moldavo.

## Palmarès
- Europei

Praga 2020: oro nei 73 kg.
- Europei Under-23

Parenzo 2020: oro nei 73 kg.
- Mondiali juniores

Marrakech 2019: bronzo nei 73 kg.
- Europei juniores

Vantaa 2019: oro nei 73 kg.